# Marathon van Londen 1993
De Londen Marathon 1993 werd gelopen op zondag 18 april 1993. Het was de dertiende editie van deze marathon. Het evenement werd gesponsord door Nutrasweet. In totaal finishten 24.450 marathonlopers.
De Engelsman Eamonn Martin zegevierde bij de mannen in 2:10.50. De Duitse Katrin Dörre won, evenals het jaar ervoor, bij de vrouwen in 2:27.09.

## Uitslagen
Mannen
| rang   | naam                  | land | tijd    |
| ------ | --------------------- | ---- | ------- |
| Goud   | Eamonn Martin         | ENG  | 2:10.50 |
| Zilver | Isidro Rico           | MEX  | 2:10.53 |
| Brons  | Grzegorz Gajdus       | POL  | 2:11.07 |
| 4      | Salvatore Bettiol     | ITA  | 2:11.55 |
| 5      | Frank Bjørkli         | NOR  | 2:12.23 |
| 6      | David Buzza           | ENG  | 2:12.24 |
| 7      | Seung-Do Baek         | KOR  | 2:12.34 |
| 8      | Ahmed Salah           | DJI  | 2:12.40 |
| 9      | Juan Ramon Torres     | ESP  | 2:13.44 |
| 10     | Stephen Brace         | WAL  | 2:14.00 |
| 11     | Thabiso Moqhali       | LES  | 2:14.40 |
| 12     | Tesfaye Bekele        | ETH  | 2:15.43 |
| 13     | Omar Abdilallih       | DJI  | 2:16.00 |
| 14     | Vladimir Bukhanov     | UKR  | 2:16.16 |
| 15     | Hugh Jones            | ENG  | 2:16.35 |
| 16     | Ezael Tlhobo          | RSA  | 2:16.53 |
| 17     | Vitor-Mariano Dasilva | POR  | 2:17.00 |
| 18     | Martin Mcloughlin     | ENG  | 2:17.27 |
| 19     | Joaquim Silva         | POR  | 2:17.30 |
| 20     | Christopher Buckley   | WAL  | 2:17.42 |
| 21     | Toshinobu Sato        | JPN  | 2:17.46 |
| 22     | Terje Naess           | NOR  | 2:17.50 |
| 23     | Gyula Borka           | HUN  | 2:18.52 |
| 24     | Juvenal Ribeiro       | POR  | 2:18.56 |
| 25     | Peter Whitehead       | ENG  | 2:18.57 |

Vrouwen
| rang   | naam               | land | tijd    |
| ------ | ------------------ | ---- | ------- |
| Goud   | Katrin Dörre       | GER  | 2:27.09 |
| Zilver | Lisa Ondieki       | AUS  | 2:27.27 |
| Brons  | Liz McColgan       | SCO  | 2:29.37 |
| 4      | Renata Kokowska    | POL  | 2:32.30 |
| 5      | Lorraine Moller    | NZL  | 2:32.56 |
| 6      | Anna Rybicka       | POL  | 2:34.21 |
| 7      | Ritva Lemettinen   | FIN  | 2:34.44 |
| 8      | Alina Ivanova      | RUS  | 2:37.21 |
| 9      | Galina Zhulyeva    | UKR  | 2:41.50 |
| 10     | Gillian Horovitz   | ENG  | 2:42.14 |
| 11     | Danielle Sanderson | ENG  | 2:42.37 |
| 12     | Zina Marchant      | ENG  | 2:43.59 |
| 13     | Carolyn Rowe       | ENG  | 2:44.59 |
| 14     | Susan Clarke       | WAL  | 2:45.13 |
| 15     | Manuela Dias       | POR  | 2:45.28 |
| 16     | Marianne Fløymo    | NOR  | 2:46.05 |
| 17     | Sandra Bentley     | ENG  | 2:47.33 |
| 18     | Lesley Turner      | ENG  | 2:48.20 |
| 19     | Christina Scobey   | USA  | 2:49.10 |
| 20     | Marina Vanzulli    | ITA  | 2:49.38 |
| 21     | Eleanor Robinson   | ENG  | 2:49.59 |
| 22     | Zoe Lowe           | ENG  | 2:50.05 |
| 23     | Lucy Ramwell       | GBR  | 2:50.50 |
| 24     | Janice Moorekite   | ENG  | 2:53.30 |
| 25     | Sandra Lappage     | ENG  | 2:54.13 |

1981 ·
1982 ·
1983 ·
1984 ·
1985 ·
1986 ·
1987 ·
1988 ·
1989 ·
1990 ·
1991 ·
1992 ·
1993 ·
1994 ·
1995 ·
1996 ·
1997 ·
1998 ·
1999 ·
2000 ·
2001 ·
2002 ·
2003 ·
2004 ·
2005 ·
2006 ·
2007 ·
2008 ·
2009 ·
2010 ·
2011 ·
2012 ·
2013 ·
2014 ·
2015 ·
2016 ·
2017